# Амии
Амии (лат. Amia) — род пресноводных лучепёрых рыб из отряда амиеобразных. Древнейшие известные амии найдены в отложениях мелового периода возрастом 83—89 млн лет в Африке. Окаменелости разных ископаемых представителей рода найдены также в Северной Америке (США, Канада) и Западной Европе (Франция, Великобритания). В настоящее время существует только один современный вид — амия, или ильная рыба (Amia calva), распространенная в восточной части Северной Америки.

## Классификация
В роде амии 23 описанных вида:
- Amia calva Linnaeus, 1766 — Амия
- † Amia anglica Newton, 1899
- † Amia colenutti Newton, 1899
- † Amia depressus Marsh, 1871
- † Amia eocena Owen, 1884
- † Amia exilis Lambe, 1908
- † Amia fragosa Jordan, 1927
- † Amia furiosa Sytchevskaya, 1986
- † Amia gracilis Leidy, 1873
- † Amia hesperia Wilson, 1982
- † Amia lemoinei Leriche, 1900
- † Amia limosa Nessov, 1985
- † Amia macrospondyla Cope, 1891
- † Amia media Leidy, 1873
- † Amia morini Priem, 1911
- † Amia newberrianus Marsh, 1871
- † Amia pattersoni Grande and Bemis, 1998
- † Amia robusta Priem, 1901
- † Amia scutata Cope, 1875
- † Amia semimarina Nessov, 1985
- † Amia strigasa Sytchevskaya, 1986
- † Amia uintaensis Leidy, 1873
- † Amia whiteavesiana Cope, 1891